# Густав Бергман
Густав Бергман (на немски: Gustav Bergmann) е австрийско-американски философ.
Роден е на 4 май 1906 година във Виена в еврейско семейство на търговец. През 1928 година завършва математика във Виенския университет и се включва активно в работата на Виенския кръг. След като не успява да заеме академичен пост, през 1935 година завършва право и става адвокат, но през 1938 година е принуден да замине за Съединените щати, заради еврейския си произход. От 1939 до 1974 година преподава философия и психология в Айовския университет, като работи главно в областта на философията на науката и философията на езика.
Густав Бергман умира на 21 април 1987 година в Айова Сити.